# Lucas Dussoulier
Lucas Dussoulier, né le 27 juillet 1996 à Libourne en Gironde, est un joueur français de basket-ball. Il évolue au poste d'ailier.
Dussoulier participe aux Jeux olympiques de 2024 avec l'équipe de 3×3 et remporte la médaille d'argent.

## Biographie

### Jeunesse
En 2011, il intègre l'INSEP où il joue avec le Centre fédéral durant trois ans.
En 2014, il rejoint le pôle espoirs de l'Élan béarnais Pau-Lacq-Orthez. À la fin de la saison 2015-2016, il remporte le titre de champion de France Espoirs 2016.

### Carrière professionnelle

#### Étoile de Charleville-Mézières (2016-2018)
Le 26 juillet 2016, il signe un premier contrat professionnel de trois ans avec son club formateur de l'Élan béarnais Pau-Lacq-Orthez.
Toutefois, le 21 août 2016, il est prêté par Pau-Lacq Orthez à Charleville-Mézières en Pro B pour s'aguerrir.
Le 25 juillet 2017, son prêt est prolongé d'un an avec le club ardennais.

#### UJAP Quimper (2018-2020)
Le 16 juillet 2018, à 22 ans, il s'engage avec l'Union Jeanne d'Arc Phalange Quimper en Pro B.
Le 8 juin 2019, alors qu'il reçoit des offres de clubs de première division, il décide de prolonger son contrat d'un an avec Quimper.

#### Nanterre 92 (depuis 2020)
Le 1er mai 2020, il signe un contrat de trois ans avec le club de Nanterre 92, avec lequel il va découvrir la Jeep Élite. Il ne joue pas lors de la saison 2020-2021.

### Sélection nationale
Avec l'équipe de France, Dussoulier est deuxième du Championnat d'Europe de basket-ball masculin des 16 ans et moins en 2012, finaliste des Jeux olympiques de la jeunesse d'été de 2014 et médaillé d'or aux Jeux méditerranéens de 2018 de Taragone en 3×3 (avec Charly Pontens, Jim Seymour et Tim Eboh).
Dussoulier participe aux Jeux olympiques de 2024 avec l'équipe de 3×3 et remporte la médaille d'argent.

## Clubs successifs
- 2011-2014 :  Centre fédéral
- 2014-2016 :  Élan béarnais Pau-Lacq-Orthez (Espoirs)
  - → 2016-2018 :  Étoile de Charleville-Mézières (Pro B)
- 2018-2020 :  UJAP Quimper (Pro B)
- depuis 2020 :  Nanterre 92 (Jeep Élite)

## Palmarès
- 2016 : Champion de France Espoirs (avec Pau-Lacq-Orthez).

## Décorations
- Chevalier de l'ordre national du Mérite (2024)[9]